# René Deffke
René Deffke (Kelet-Berlin, 1966. november 9. –) német labdarúgó.

## Pályafutása
1985-ben az NDK-ban kezdte pályafutását. 1985–86-ban BFC Dynamo második csapatában játszott. 1986 és 1988 között a Dynamo Fürstenwalde, 1988–89-ben az 1. FC Union Berlin, 1989-ben a Motor Ludwigsfelde, 1989 és 1992 között a Blau-Weiß Berlin labdarúgója volt. 1992 és 1994 a Fortuna Köln, 1994–95-ben a Hertha, 1995-ben a VfL Wolfsburg, majd az 1. FC Union Berlin, 1995–96-ban a Carl Zeiss Jena, 1996–97-ben az LR Ahlen, 1997–98-ban az Eintracht Trier labdarúgója volt. 1998 és 2000 között az Eintracht Braunschweig csapatában fejezte be az aktív játékot.